# Municipio de Center (condado de Marshall, Kansas)
El municipio de Center (en inglés: Center Township) es un municipio ubicado en el condado de Marshall en el estado estadounidense de Kansas. En el año 2010 tenía una población de 128 habitantes y una densidad poblacional de 1,31 personas por km².

## Geografía
El municipio de Center se encuentra ubicado en las coordenadas 39°46′58″N 96°31′17″O / 39.78278, -96.52139. Según la Oficina del Censo de los Estados Unidos, el municipio tiene una superficie total de 97.84 km², de la cual 97,61 km² corresponden a tierra firme y (0,24 %) 0,23 km² es agua.

## Demografía
Según el censo de 2010, había 128 personas residiendo en el municipio de Center. La densidad de población era de 1,31 hab./km². De los 128 habitantes, el municipio de Center estaba compuesto por el 94,53 % blancos, el 1,56 % eran afroamericanos, el 0,78 % eran de otras razas y el 3,13 % eran de una mezcla de razas. Del total de la población el 2,34 % eran hispanos o latinos de cualquier raza.